# Kykotsmovi Village
Kykotsmovi Village es un lugar designado por el censo ubicado en el condado de Navajo en el estado estadounidense de Arizona. En el Censo de 2010 tenía una población de 746 habitantes y una densidad poblacional de 17,01 personas por km².

## Geografía
Kykotsmovi Village se encuentra ubicado en las coordenadas 35°48′37″N 110°39′25″O / 35.81028, -110.65694. Según la Oficina del Censo de los Estados Unidos, Kykotsmovi Village tiene una superficie total de 43.86 km², de la cual 43.82 km² corresponden a tierra firme y (0.07%) 0.03 km² es agua.

## Demografía
Según el censo de 2010, había 746 personas residiendo en Kykotsmovi Village. La densidad de población era de 17,01 hab./km². De los 746 habitantes, Kykotsmovi Village estaba compuesto por el 4.96% blancos, el 0.13% eran afroamericanos, el 92.76% eran amerindios, el 0.27% eran asiáticos, el 0.13% eran isleños del Pacífico, el 0.13% eran de otras razas y el 1.61% pertenecían a dos o más razas. Del total de la población el 3.08% eran hispanos o latinos de cualquier raza.